# Smilax canariensis
Smilax canariensis — вид ліанових рослин з родини Smilacaceae, ендемік Канарських островів та Мадейри.

## Опис
Це ліаноподібна рослина, дерев'яниста, з листям, що чергується, листки яйцеподібні, клиноподібні або укорочені біля основи, з неколючими краями; є вусики, що ростуть із прилистків. Квіти одностатеві і розташовані у зонтичних клубочках по осі. Плоди — ягоди, що набувають червонуватого відтінку, коли зрілі.

## Поширення
Ендемік Макаронезії: Азорські острови (острови Сан-Мігел, Сан-Жорже, Піку, Терсейра, Фаял, Флореш, Корву), Мадейра (острів Мадейра).